# Черезоле-Реале
Черезоле-Реале (итал. Ceresole Reale) — коммуна в Италии, располагается в регионе Пьемонт, в провинции Турин.
Население составляет 158 человек (2008), плотность населения составляет 2 чел./км². Занимает площадь 98 км². Почтовый индекс — 10080. Телефонный код — 0124.
Покровителем коммуны почитается святитель Николай Мирликийский, чудотворец, празднование 6 декабря.

## География
Коммуна расположен в 50 километрах к северо-западу от Турина в долине Орко, на границе с Францией.
Граничит с муниципалитетами: Бонневаль-сюр-Арк (Франция), Гроскавалло, Ноаска, Рем-Нотр-Дам, Валь-д'Изер (Франция) и Вальсаваренш.

## История
Первые известные сведения о Черезоле относятся примерно к 1000 году, когда местность была подарена императором Отто III епископу Верчелли.
В XIV веке территория перешла к семье Вальперга (1338). Несколько лет спустя, в Канавезе вспыхнуло восстание Тукини.
В 1794 году жители Церезоле отвергли французских республиканцев, пытавшихся вторгнуться на территорию после того, как те поднялись на холм Галисии.
Главным сооружением на территории коммуны является большая плотина, построенная в 1925—1931 годах Туринским электрическим управлением.

## Демография
Динамика населения:

## Администрация коммуны
- http://www.comune.ceresolereale.to.it/ — официальный сайт Черезоле-Реале